# Nyassamyia andreniformis
Nyassamyia andreniformis är en tvåvingeart som först beskrevs av Lindner 1935.  Nyassamyia andreniformis ingår i släktet Nyassamyia och familjen vapenflugor. Inga underarter finns listade i Catalogue of Life.